# Almanach Literacki
Almanach Literacki – kwartalnik literacki ukazujący się w 1941 roku we Lwowie.
Czasopismo było oficjalnym organem Lwowskiej Organizacji Związku Pisarzy ZSRR, wydawanym przez Państwowe Wydawnictwo Mniejszości Narodowych. Jedyny numer ukazał się w kwietniu 1941. Drugi, anonsowany numer nie wyszedł z powodu wybuchu wojny niemiecko-radzieckiej. Numer zawierał utwory i artykuły pisarzy polskich oraz ukraińskich, a także spis książek polskich wydanych przez Wydawnictwo Literatury w Językach Obcych w Moskwie oraz Wydawnictwo Mniejszości Narodowych w Kijowie. Z pismem związani byli: Elżbieta Szemplińska-Sobolewska, Jan Brzoza, Stanisław Jerzy Lec, Mieczysław Jastrun, Jerzy Putrament.